# بيفيرين
بيفيرين هو نادي كرة قدم بلجيكي أٌسس عام 1935.